# Bikaner
Bikaner este un oraș în  Rajasthan, India.

## Galerie

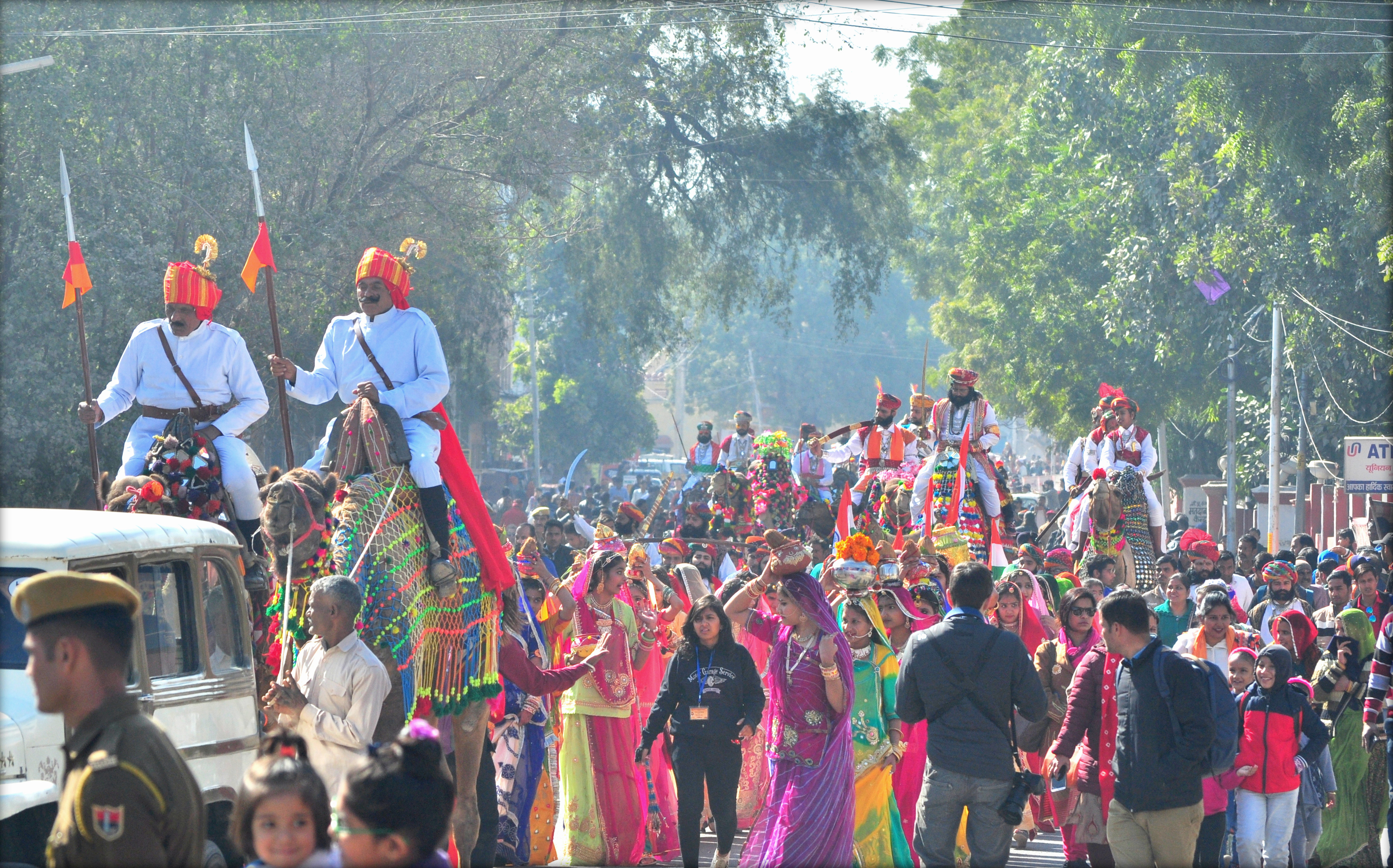
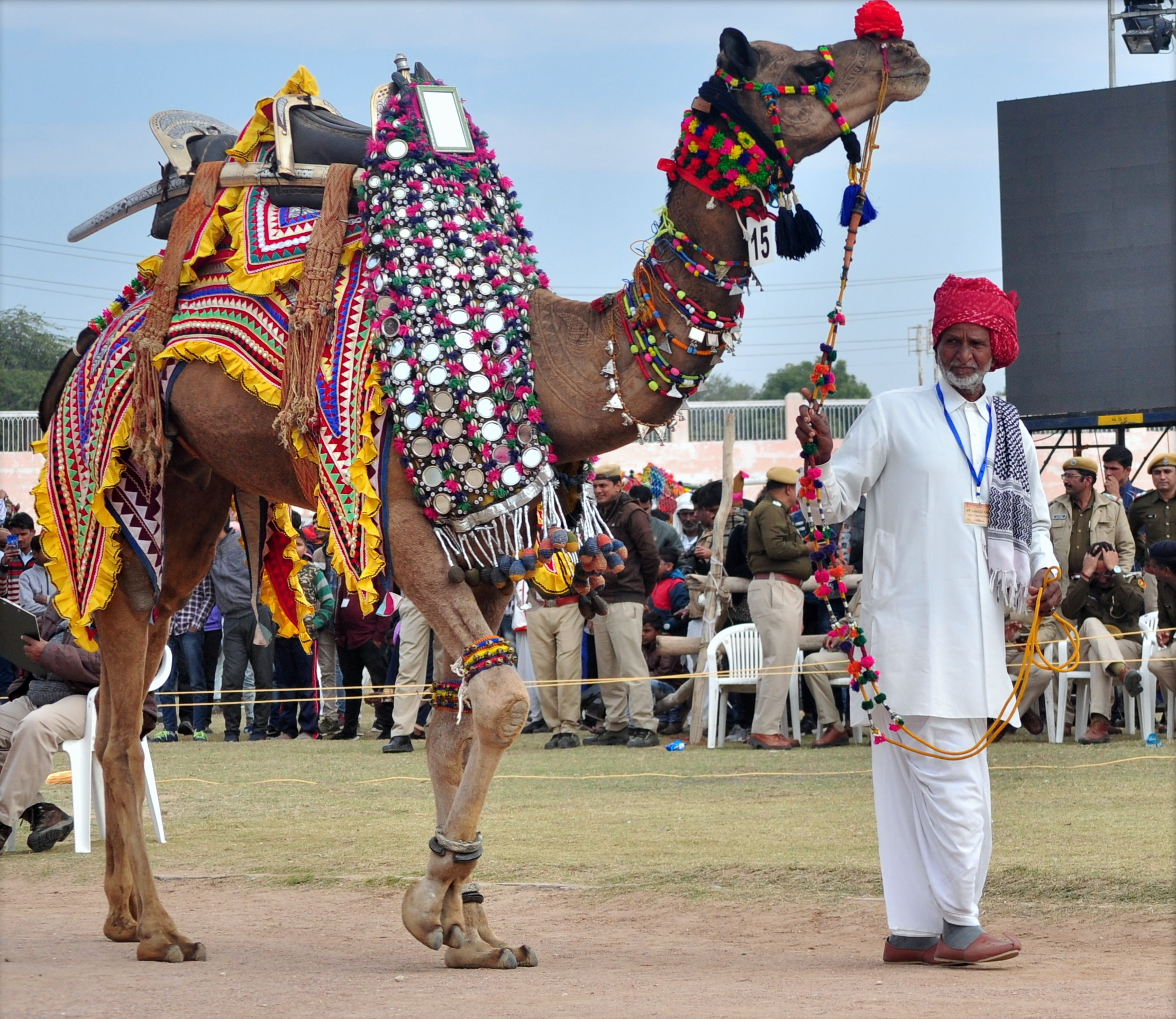
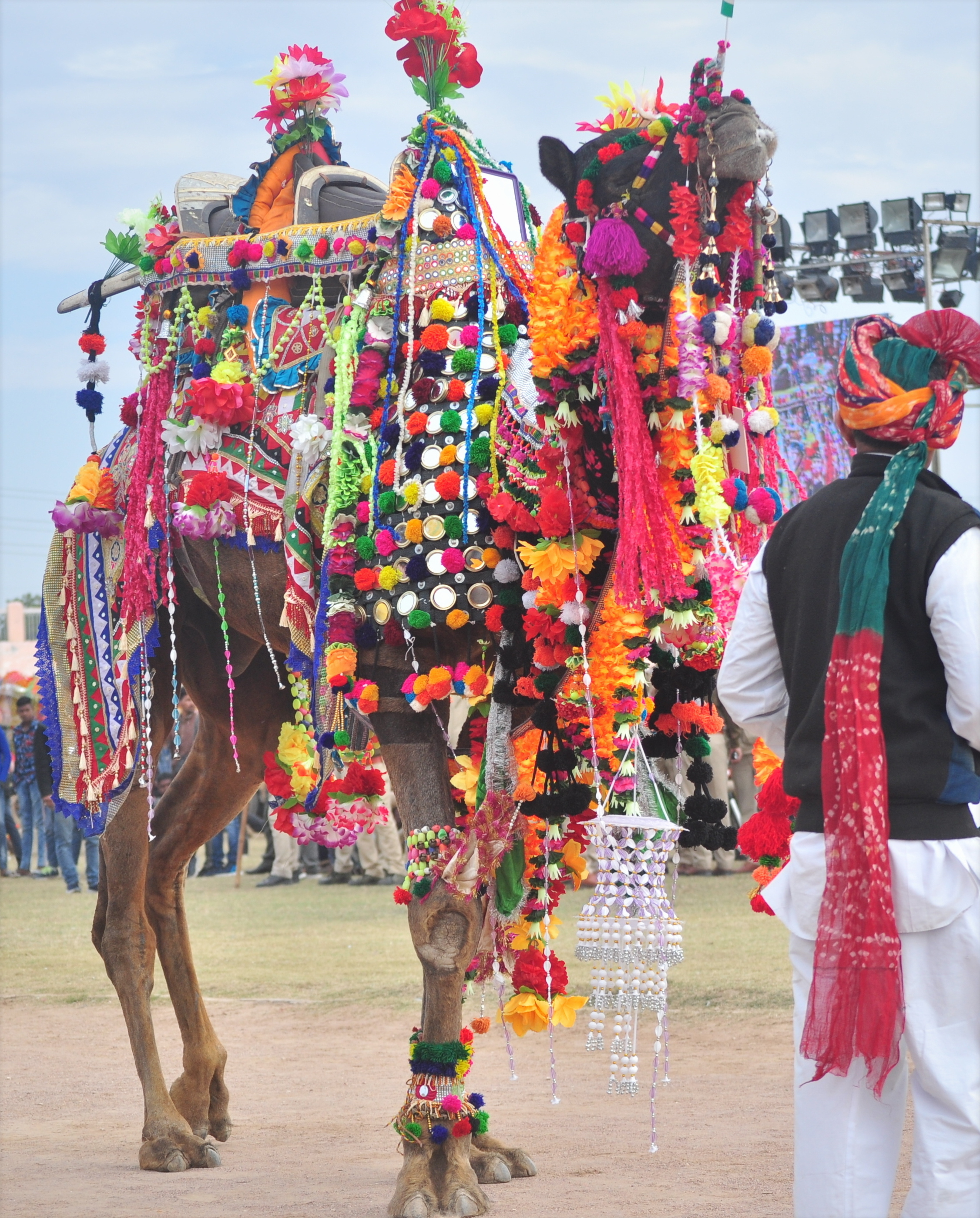
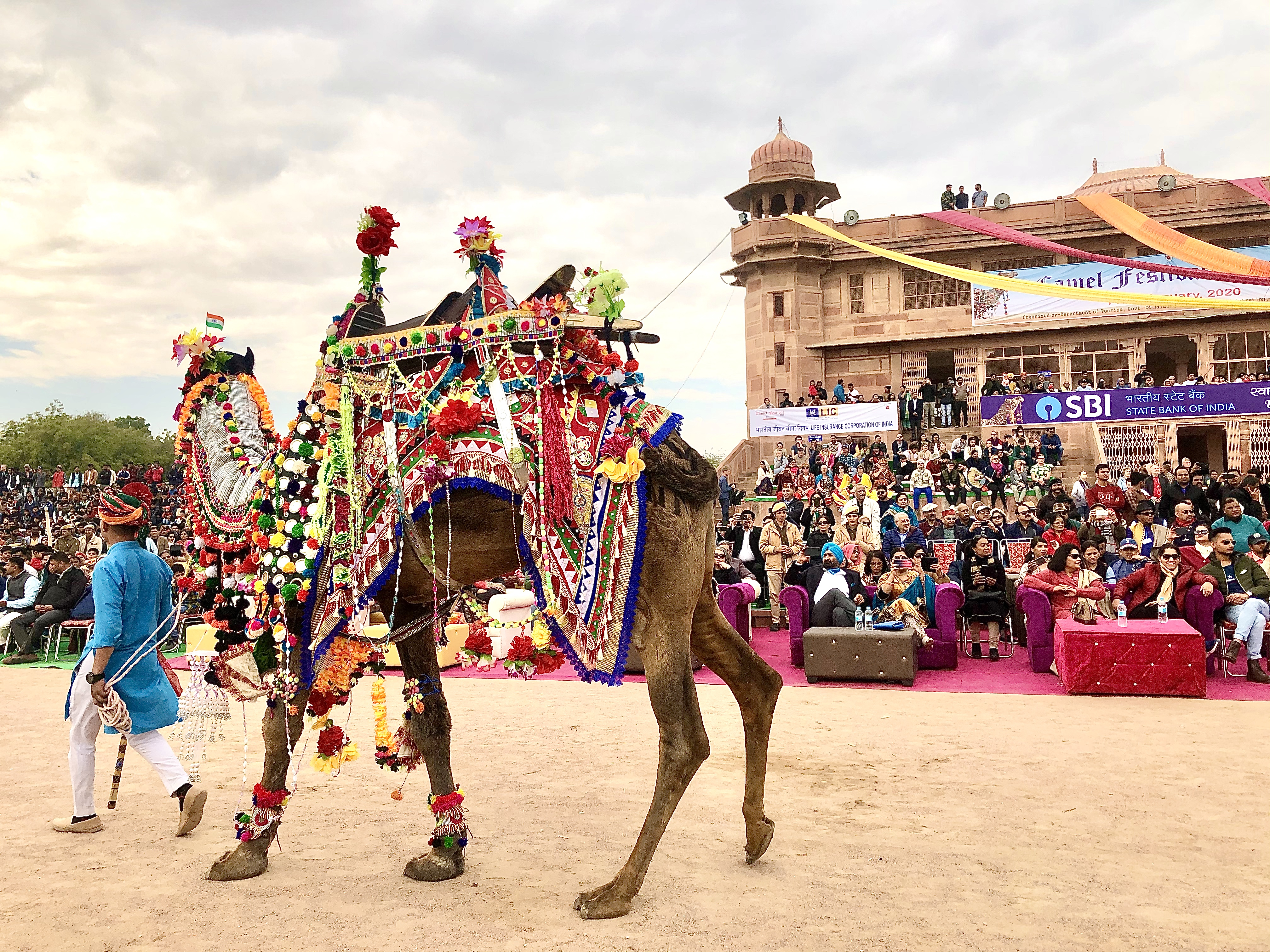
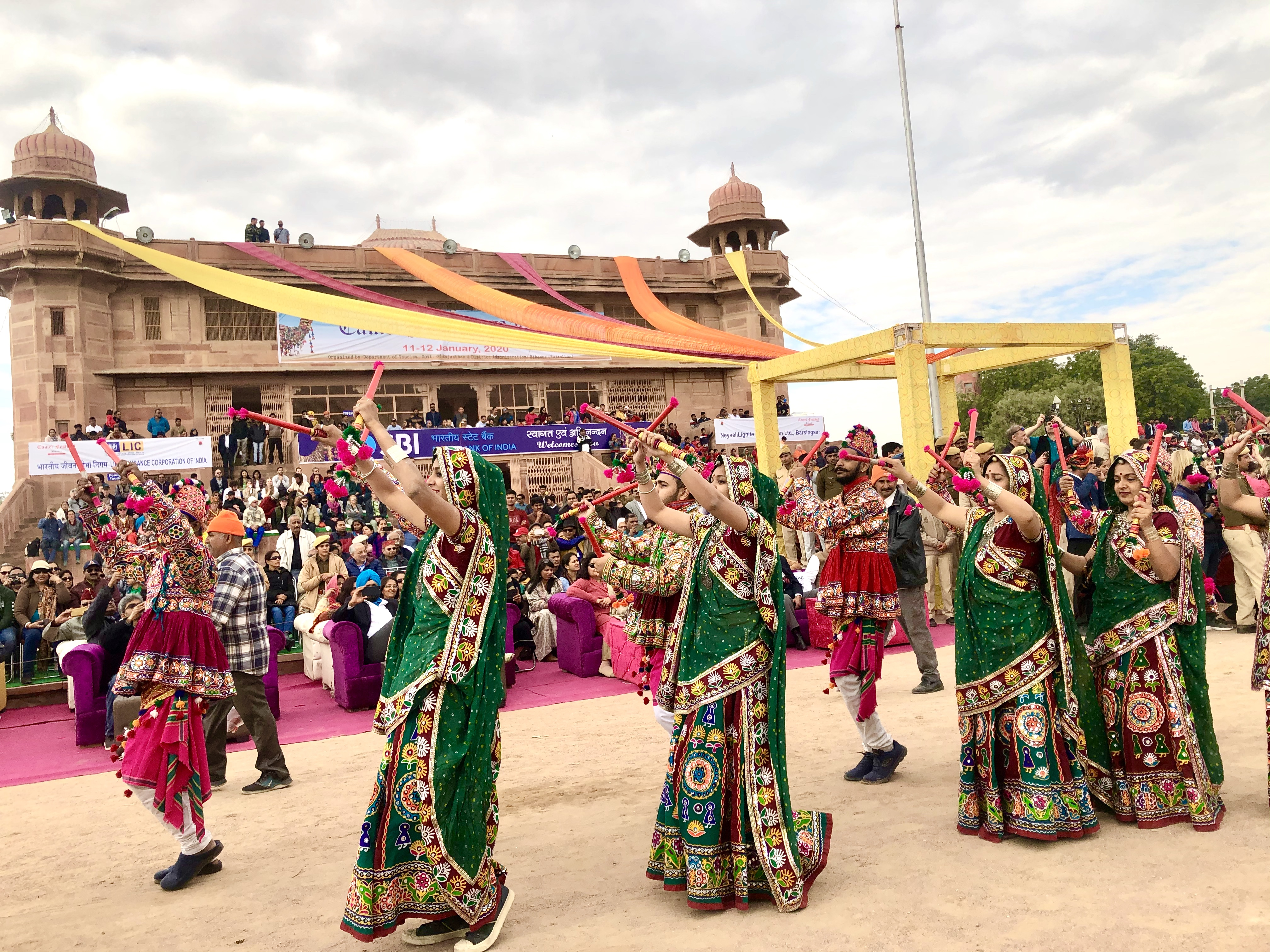
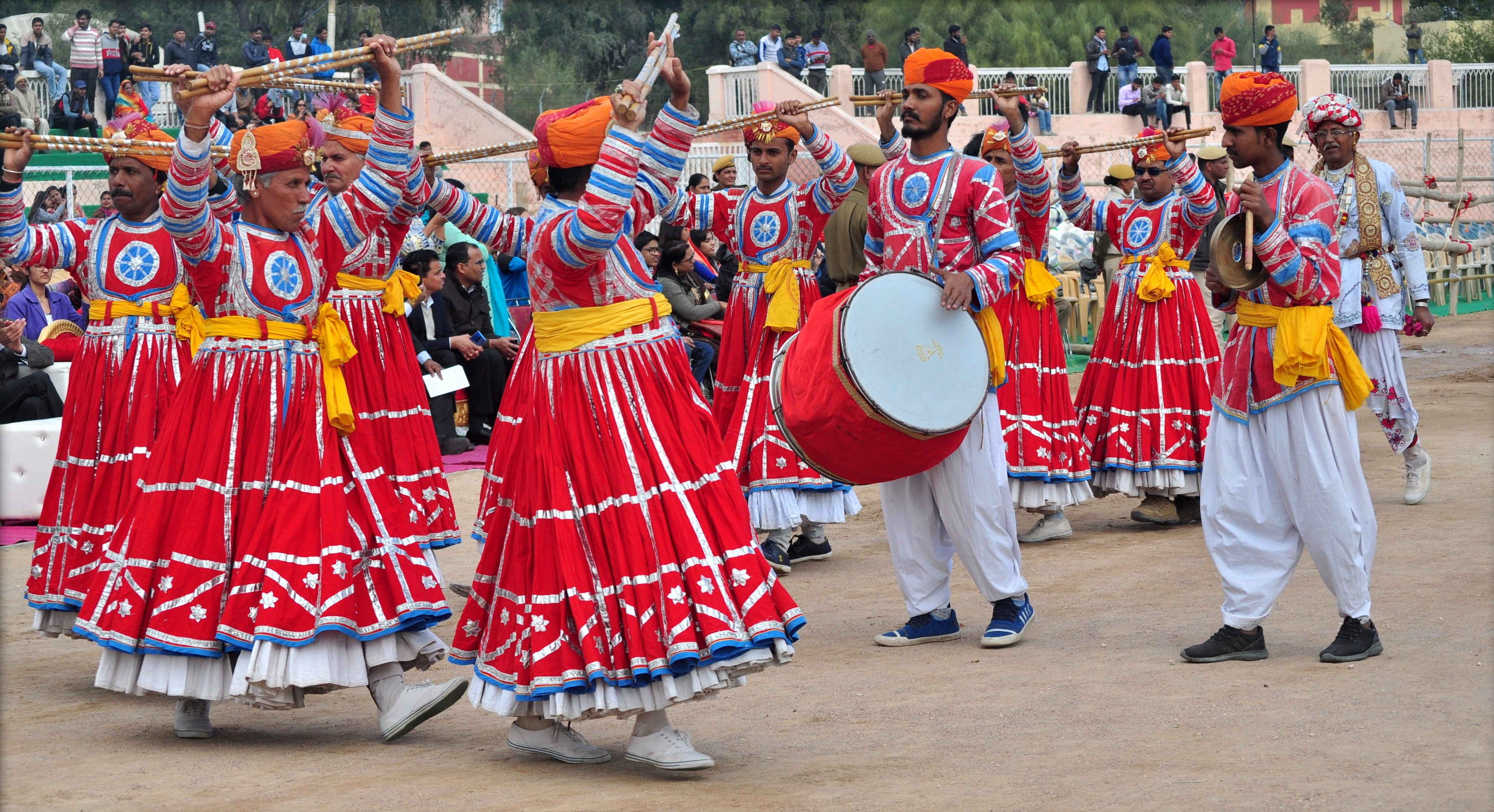

## Clima
| Date climatice pentru Bikaner | Date climatice pentru Bikaner | Date climatice pentru Bikaner | Date climatice pentru Bikaner | Date climatice pentru Bikaner | Date climatice pentru Bikaner | Date climatice pentru Bikaner | Date climatice pentru Bikaner | Date climatice pentru Bikaner | Date climatice pentru Bikaner | Date climatice pentru Bikaner | Date climatice pentru Bikaner | Date climatice pentru Bikaner | Date climatice pentru Bikaner |
| Luna                          | Ian                           | Feb                           | Mar                           | Apr                           | Mai                           | Iun                           | Iul                           | Aug                           | Sep                           | Oct                           | Nov                           | Dec                           | Anual                         |
| ----------------------------- | ----------------------------- | ----------------------------- | ----------------------------- | ----------------------------- | ----------------------------- | ----------------------------- | ----------------------------- | ----------------------------- | ----------------------------- | ----------------------------- | ----------------------------- | ----------------------------- | ----------------------------- |
| Maxima medie °C (°F)          | 23.0 (73,4)                   | 25.5 (77,9)                   | 31.8 (89,2)                   | 38.2 (100,8)                  | 41.7 (107,1)                  | 41.6 (106,9)                  | 37.8 (100)                    | 36.6 (97,9)                   | 36.7 (98,1)                   | 36.2 (97,2)                   | 30.7 (87,3)                   | 25.3 (77,5)                   | 33,76 (92,76)                 |
| Media zilnică °C (°F)         | 14.3 (57,7)                   | 17.1 (62,8)                   | 23.4 (74,1)                   | 30.2 (86,4)                   | 34.3 (93,7)                   | 35.2 (95,4)                   | 32.8 (91)                     | 31.7 (89,1)                   | 30.7 (87,3)                   | 27.7 (81,9)                   | 21.5 (70,7)                   | 16.1 (61)                     | 26,25 (79,25)                 |
| Minima medie °C (°F)          | 5.6 (42,1)                    | 8.8 (47,8)                    | 15.0 (59)                     | 22.1 (71,8)                   | 26.8 (80,2)                   | 28.8 (83,8)                   | 27.7 (81,9)                   | 26.8 (80,2)                   | 24.7 (76,5)                   | 19.1 (66,4)                   | 12.1 (53,8)                   | 6.9 (44,4)                    | 18,7 (65,66)                  |
| Minima istorică °C (°F)       | −0.9 (30,4)                   | −2.7 (27,1)                   | 3.7 (38,7)                    | 12.0 (53,6)                   | 15.8 (60,4)                   | 19.8 (67,6)                   | 20.3 (68,5)                   | 20.4 (68,7)                   | 16.3 (61,3)                   | 10.2 (50,4)                   | 3.3 (37,9)                    | −0.9 (30,4)                   | −2,7 (27,1)                   |
| Precipitații mm (inches)      | 5.7 (0.224)                   | 7.8 (0.307)                   | 6.3 (0.248)                   | 11.9 (0.469)                  | 15.9 (0.626)                  | 33.0 (1.299)                  | 91.1 (3.587)                  | 82.6 (3.252)                  | 40.8 (1.606)                  | 10.1 (0.398)                  | 1.9 (0.075)                   | 3.0 (0.118)                   | 310,1 (12,209)                |
| Umiditate [%]                 | 49                            | 43                            | 34                            | 25                            | 27                            | 39                            | 58                            | 61                            | 52                            | 36                            | 40                            | 48                            | 42,7                          |
| Nr. de zile cu precipitații   | 0.8                           | 1.0                           | 1.5                           | 0.9                           | 2.6                           | 3.2                           | 6.6                           | 5.6                           | 3.0                           | 0.6                           | 0.3                           | 0.5                           | 26,6                          |
| Sursă: NOAA (1971-1984)       |                               |                               |                               |                               |                               |                               |                               |                               |                               |                               |                               |                               |                               |